# Хуабень
Хуабень (话 本) — китайська міська народна повість, що виникла з усної оповіді. Відображала умонастрої і світорозуміння середніх і нижчих верств міського суспільства середньовічного Китаю: купецтва, торговців і ремісників, людей мистецтва, дрібного чиновництва. У широкому сенсі хуабень означає текст фольклорного походження.

## Історія
Як особливий жанр писемної сюжетної прози виник в результаті діяльності китайських казкарів (шохуажень) в X-XIII століттях. Спочатку, представляли собою запис розповіді зі слів виконавця, або текст, за яким сказитель вів свою розповідь. Пізніше набули широкого поширення цілком самостійні авторські (або частково авторські) твори, написані в манері хуабень. У китайському літературознавстві вони іменуються «наслідування хуабень» (ні хуабень).
Від XV-XVI століть збереглися збірники «Хуабень з бібліотеки Хун Бяня» («Цінпін Шань тан хуабень») і «Столичне видання популярних повістей» («Цзінь бень тунсу сяошо»).

## Структура
Хуабень завжди починається віршами (зачинним віршем). За віршами йде зачин, що складається з віршів і пісень, пізніше зачин змінився у бік прози, став являти собою невеликий, ніяк не пов'язаний з основним сюжетом оповідання. Після зачину йде основне оповідання.
Оповідання поділялося на уривки, кожен із яких завершувався віршами. Повість зазвичай завершувалася віршем, який висловлює вирок усьому, що відбувалося. Вирок має збігатися з думкою того, хто слухає повість.

## Становлення
В історії хуабень можна виділити три періоди: 
- XI-XIII століття — розквіт оповіді та зародження конспективного запису;
- XIII-XVI століття — час змішаного запису з домінуванням літературної мови (веньянь), коли переважають народні повісті;
- XVII-XVIII століття — розквіт творчості літераторів у жанрі повісті, час виходу склепінь та збірок хуабень.

## Напрями
У повістях можна виділити чотири тематичні напрями:
- Судова повість (у ній є судові розгляди, є ілюзія таємниці);
- Історико-героїчна (багато чарівництва, забобонів, ідея карми);
- Любовна;
- Чарівна (сюжети пов'язані з даосизмом, у повістях описані чудеса, здійснені даоськими святими).